# First Hawaiian Center
Il First Hawaiian Center è un grattacielo situato a Honolulu, capitale dello stato federato delle Hawaii. Con i suoi 131 metri d'altezza è l'edificio più alto della città nonché dell'intero stato, mentre la sua sagoma lo rende un elemento iconico all'interno del panorama urbano di Honolulu. Il palazzo ospita la sede centrale della First Hawaiian Bank, il più antico e importante istituto bancario avente sede alle Hawaii.

## Storia
L'edificio fu completato e inaugurato nel 1996 dal presidente e amministratore delegato della First Hawaiian Bank, Walter A. Dods, Jr. Con oltre 60.000 m² di superficie e 30 livelli d'altezza l'edificio è costato oltre 175 milioni di dollari statunitensi. Il progetto è frutto del lavoro degli architetti della Kohn Pedersen Fox.